# الهجرة الأيرلندية إلى بريطانيا العظمى

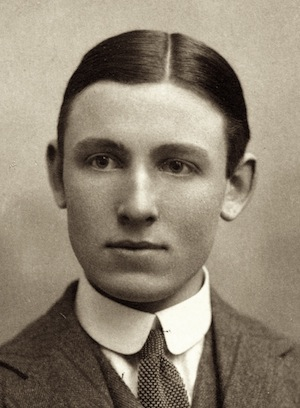
ويليام براوني - موسيقي بريطاني من أصل أيرلندي

حدثت الهجرة الأيرلندية إلى بريطانيا العظمى منذ أقدم تاريخ مسجل حتى الوقت الحاضر. كانت هناك حركة مستمرة للأشخاص بين جزر أيرلندا وبريطانيا العظمى بسبب قربها. لقد انحسرت هذه الحركة وتدفقت استجابةً للسياسة، والاقتصاد، والظروف الاجتماعية في كلا المكانين.
كانت أيرلندا لوردية إقطاعية لملوك إنجلترا بين عامي 1171 و1541، ومملكة في اتحاد شخصي مع مملكة إنجلترا ومملكة بريطانيا العظمى بين عامي 1542 و1801، وتوحدت سياسيًا مع بريطانيا العظمى باعتبارها المملكة المتحدة لبريطانيا العظمى وأيرلندا بين عامي 1801 و1922. اليوم، أيرلندا مقسمة بين جمهورية أيرلندا المستقلة وأيرلندا الشمالية، المكونة من المملكة المتحدة.
اليوم، الملايين من سكان بريطانيا العظمى هم إما من أيرلندا أو من أصول أيرلندية. شهد العصر الحديث للهجرة الأيرلندية أيضًا انتقال الأيرلنديين الآسيويين والأيرلنديين السود من غير السكان الأصليين إلى بريطانيا. تشير التقديرات إلى أن ما يصل إلى ستة ملايين شخص يعيشون في المملكة المتحدة لديهم جد أيرلندي واحد على الأقل (نحو 10% من سكان المملكة المتحدة).
يشير مصطلح الشتات الأيرلندي إلى الشعب الأيرلندي ونسله الذين يعيشون خارج أيرلندا. تشير هذه المقالة إلى أولئك الذين يقيمون في بريطانيا العظمى، أكبر جزيرة وأراضي رئيسية في المملكة المتحدة.

## عصور الهجرة

### القرون الوسطى
خلال العصور المظلمة، تأسست مستوطنة أيرلندية كبيرة في غرب بريطانيا. وجهة النظر «التقليدية» هي أن اللغة والثقافة الغالية قد جلبهما إلى اسكتلندا مستوطنين من أيرلندا، ربما في القرن الرابع، وهم الذين أسسوا مملكة دال رياتا الغالية على الساحل الغربي لاسكتلندا. يعتمد هذا في الغالب على كتابات العصور الوسطى من القرنين التاسع والعاشر. ومع ذلك، جادل بعض علماء الآثار مؤخرًا ضد هذا الرأي، قائلين إنه لا يوجد دليل أثري أو اسم مكان يدل على الهجرة أو استيلاء مجموعة صغيرة من النخب. نظرًا لنمو دال رياتا، من حيث الحجم والتأثير، أصبحت اسكتلندا بالكامل تقريبًا تتحدث الغيلية. لكن في الأراضي المنخفضة -التي كانت الجزء الشمالي من مملكة نورثمبريا، ظلت لغة نورثمبريا سائدة، وشكلت أساس اللغة الاسكتلندية. بينما أصبح الاسكتلنديون تدريجيًا أكثر انتشارًا، ظلت اللغة الغيلية هي اللغة المهيمنة في المرتفعات في القرن التاسع عشر.
قبل وأثناء البعثة الغريغورية عام 596 بعد الميلاد، بدأ المسيحيون الأيرلنديون مثل كولومبا (521-597)، وبوريانا، وديوما، وسيولاش، والقديس ماتشر، والقديس كاثان، والقديس بلان، وجارومان، وويلو، وكيسغ، القديس جوفان ودونان من إيج وفويلان، والقديس فورسي في تحويل الشعوب الإنجليزية والبيكتية. كانت مودوينا وآخرون مهمين في القرن التالي.
بعض الملوك الإنجليز، مثل أوزوي من نورثمبريا (نحو 612-615 حتى فبراير 670)، ألدفريث (توفي 704 أو 705)، وهارولد جودوينسون (توفي 1066) إما نشأوا في أيرلندا أو لجأوا إليها، كما فعل حكام ويلز مثل غرفرد آبي سينان. ربما قضى ألفريد العظيم جزءًا من طفولته في أيرلندا.
في عام 902 حصل الفايكنغ الذين أجبروا على الخروج من أيرلندا على إذن من الإنجليز للاستقرار في ويرال، في شمال غرب إنجلترا. يشير السجل التاريخي الأيرلندي المعروف باسم «الأجزاء الثلاثة» إلى مجموعة متميزة من المستوطنين الذين يعيشون بين هؤلاء الفايكنغ ومعروفين باسم «الأيرلنديين». مزيد من الأدلة على هذه الهجرة الأيرلندية إلى ويرال تأتي من اسم قرية إيربي في ويرال، والتي تعني «مستوطنة الأيرلنديين»، وكنيسة القديسة بريجيت، التي تُعرف بأن مؤسسيها هم من «الفايكنغ الأيرلنديين».
حقق جميع الأيرلنديين الذين جعلوا من بريطانيا موطنًا لهم في حقبة القرون الوسطى اللاحقة، إيفا ماكمورو، أميرة لينستر (1145-1188)، والشاعر مريديش ألباناك (اشتهر عام 1213)، والمحامي ويليام من دروهيدا (توفي عام 1245)، ومايل موير لاكتين (توفي 1249)، ومالاتشياس هيبرنيكوس (اشتهر 1279-1300)، وجيلبرت تايغرني (توفي 1323)، ديارمايت ماككيربر (أُعدم عام 1490) وجيرمين لينش (1441-1483)، حياة ناجحة في مختلف ممالك بريطانيا.

### منذ القرن السادس عشر حتى القرن الثامن عشر
تاريخيًا، كان المهاجرون الأيرلنديون إلى المملكة المتحدة في القرنين الثامن عشر والتاسع عشر يعتبرون ممثلين بشكل زائد بين أولئك الذين يمثلون أمام المحكمة. مع ذلك، تشير الأبحاث إلى أن إستراتيجية الشرطة ربما تكون قد وضعت المهاجرين في وضع سيئ من خلال استهداف معظم أشكال الجريمة العامة فقط، في حين كان السكان المحليون أكثر قدرة على الانخراط في أنواع الجرائم التي يمكن ارتكابها في الخفاء. يشير تحليل سجلات قاعة المحكمة التاريخية إلى أنه على الرغم من ارتفاع معدلات الاعتقال، لم يتعرض المهاجرون بصورة منهجية للحرمان من قبل نظام المحاكم البريطاني في القرنين الثامن عشر والتاسع عشر.
بعض الأشخاص البارزين الذين ولدوا في أيرلندا، واستقروا في بريطانيا العظمى بين القرنين السادس عشر والتاسع عشر:
- ريتشارد بيرك، إيرل كلانريكارد الرابع، توفي عام 1635.
- روبرت بويل، حاصل على زمالة الجمعية الملكية، توفي عام 1691.
- لتشا بلكنتون، توفيت عام 1750.
- ريتشارد برينسلي شيريدان.
- جورج مونرو (ضابط بالجيش البريطاني)، 1700- 1757.
- باتريك برونتي1777-1861.
- آرثر ويلزلي، دوق ولنغتون الأول.
- توماس مور، توفي عام 1852.
- برام ستوكر، مؤلف كتاب دراكولا.
- أوليفر جولد سميث، مؤلف كتاب القرية المهجورة.
- إدموند بورك، سياسي، ومصلح، وكاتب.
- ماري برنز.
- روبرت تريسيل، مؤلف كتاب محسنون ذوو ملابس رثة.

### القرن التاسع عشر
أعقب النزوح الأكبر أسوأ سلسلة من حالات فشل محاصيل البطاطس في أربعينيات القرن التاسع عشر -المجاعة الأيرلندية الكبرى. تشير التقديرات إلى أن أكثر من مليون شخص لقوا حتفهم، واضطروا نفسهم للهجرة مرة أخرى. حدثت موجة أخرى من الهجرة إلى إنجلترا بين ثلاثينيات وستينيات القرن العشرين من قبل الأيرلنديين الذين هربوا من الظروف الاقتصادية السيئة بعد إنشاء دولة أيرلندا الحرة. لقد زاد هذا من النقص الحاد في العمالة في بريطانيا خلال منتصف القرن العشرين، والتي اعتمدت إلى حد كبير على المهاجرين الأيرلنديين للعمل في مجالات البناء والعمالة المنزلية. يمكن قياس مدى المساهمة الأيرلندية في صناعة البناء البريطانية في القرن العشرين من خلال تأكيد السير ويليام ماك ألبين في عام 1998 على أن مساهمة الأيرلنديين في نجاح صناعته كانت «لا تُحصى». وضح البيان الصادر عن أحد أعضاء الطبقة العليا البريطانية كيف وظِفت العمالة المهاجرة الأيرلندية بانتظام لتأديب وإضعاف النقابات العمالية الإنجليزية المنظمة في نفس الوقت الذي ينتقص فيه من مساهمة الأخيرة في تطوير أمتهم. كتب الفيلسوف الألماني المولد كارل ماركس في عام 1870 عن هذه العملية:
«ترسل أيرلندا باستمرار فائضها إلى سوق العمل الإنجليزي، وبالتالي تخفض الأجور وتقلل من الوضع المادي والمعنوي للطبقة العاملة الإنجليزية... هذا العداء هو سر عجز الطبقة العاملة الإنجليزية على الرغم من تنظيمها. إنه السر الذي تحافظ به الطبقة الرأسمالية على سلطتها. والأخيرة تدرك ذلك تمامًا».
انخفض عدد سكان أيرلندا من أكثر من 8 ملايين إلى 6.5 مليون فقط بين عامي 1841 و1851. وبعد قرن من الزمن انخفض إلى 4.3 مليون. بحلول أواخر القرن التاسع عشر، كانت الهجرة أكثر كثافة من المقاطعات الجنوبية والغربية الريفية في أيرلندا. قدمت كورك، وكري، وغالواي، ومايو، وسليجو، وتيبيراري، وليمريك وحدها ما يقرب من نصف المهاجرين الأيرلنديين. كانت بعض هذه الانتقالات مؤقتة، وتتألف من عمال الحصاد الموسمي الذين يعملون في بريطانيا ويعودون إلى ديارهم في فصلي الشتاء والربيع.
بعض الأشخاص البارزين الذين ولدوا في أيرلندا واستقروا في بريطانيا العظمى في القرن التاسع عشر:
- أوسكار وايلد (1854-1900).